# Duodeno-jejunal atresia with volvulus, absent dorsal mesentery, and absent superior mesenteric artery
Die Duodeno-jejunal atresia with volvulus, absent dorsal mesentery, and absent superior mesenteric artery ist eine sehr seltene angeborene Erkrankung mit einer Kombination von Duodenojejunale Atresie und Volvulus sowie teilweise fehlendem Mesenterium.
Die Erstbeschreibung stammt aus dem Jahre 2002 durch den Wiener Kinderchirurgen W, Pumberger und Mitarbeiter.
Bislang wurden nur wenige Betroffene in zwei Familien beschrieben. Die Ursache ist nicht bekannt. Die normal erhaltene Länge des Dünndarmes unterscheidet dieses Syndrom vom Apple-peel-Syndrom.
Klinik, Diagnose und Behandlung entspricht dem unter Darmatresie Genannten.